# 발레리 로바노우스키 디나모 경기장

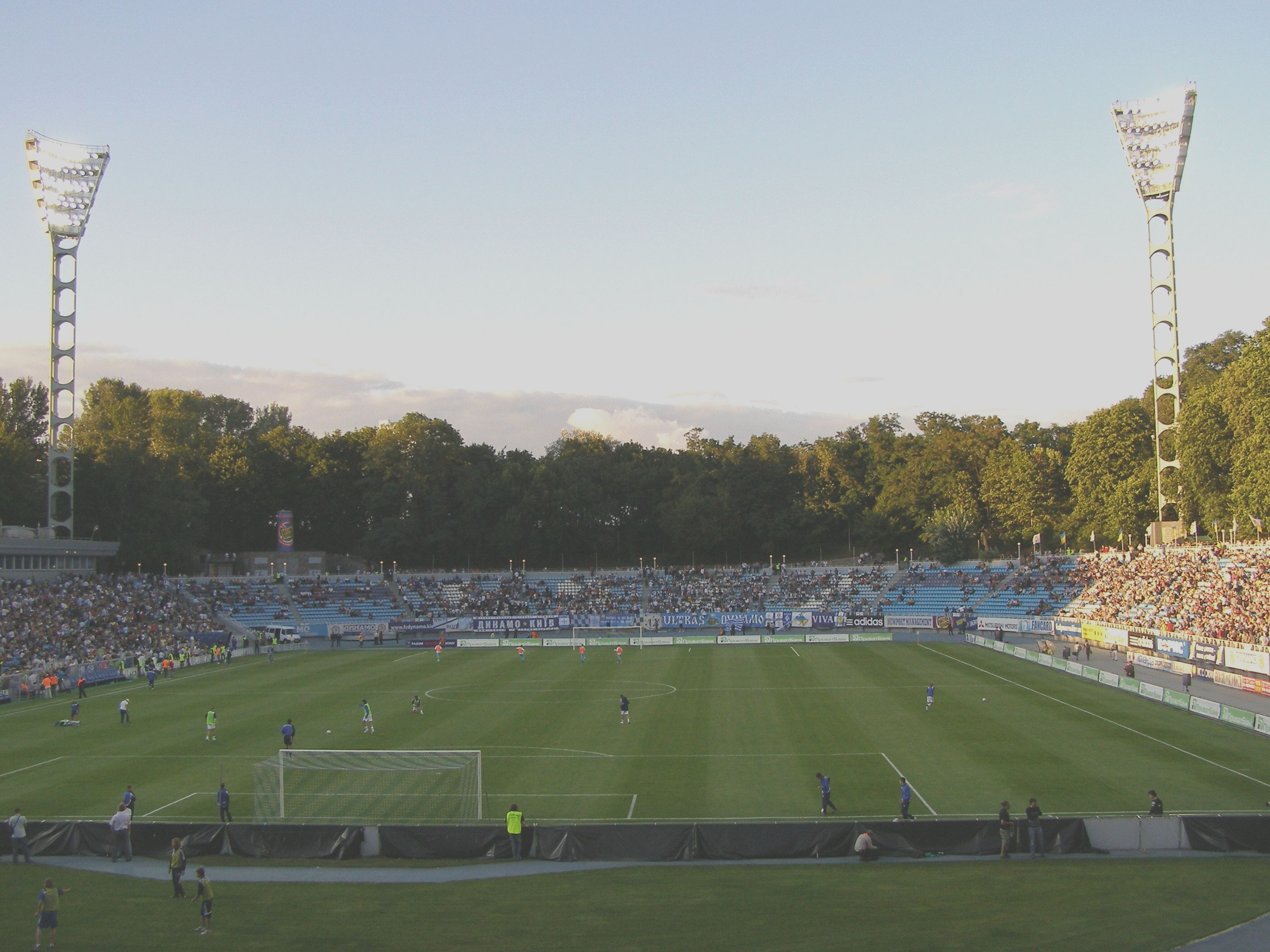
발레리 로바노우스키 디나모 경기장

발레리 로바노우스키 디나모 경기장(우크라이나어: Стадіон «Динамо» імені Валерія Лобановського)은 우크라이나 키이우의 경기장으로, FC 디나모 키이우의 홈구장이다.